# Kabupaten Sumbawa
Kabupaten Sumbawa är ett kabupaten i Indonesien.   Det ligger i provinsen Nusa Tenggara Barat, i den sydvästra delen av landet, 1 200 km öster om huvudstaden Jakarta. Antalet invånare är 415 789. Arean är 6 644 kvadratkilometer.
Terrängen i Kabupaten Sumbawa är kuperad österut, men västerut är den bergig.
Kabupaten Sumbawa delas in i:
- Moyo Hulu District
- Sumbawa District
- Downstream Moyo District
- Lapelopok District
- Utanrhee District
- Plampang District
- Batulanteh District
- Ropang District
- Lunyuk District
- Alas District